# Luigi Alva
Luis Ernesto Alva y Talledo, conegut artísticament amb el nom de Luigi Alva   (Lima, 10 d'abril de 1927 - Lima, 15 de maig de 2025) va ser un tenor operístic peruà. Especialista en Mozart i Rossini, Alva va assolir la fama amb papers com Don Ottavio (en Don Giovanni), el comte Almaviva (en El barber de Sevilla) i Fenton (en Falstaff de Verdi). Es va retirar dels escenaris l'any 1989.

## Biografia
Alva va néixer a Paita, Perú, i va servir durant un temps a l'Armada peruana abans de concentrar-se en una carrera de cantant. Va estudiar al Conservatori Nacional de Música de Lima amb Rosa Mercedes Ayarza de Morales i va fer el seu debut operístic amb Luisa Fernanda de Federico Moreno Torroba a Lima el 1949. Alva va anar a Milà el 1953 i va estudiar amb Emilio Ghirardini i Ettore Campogalliani. Va fer el seu debut europeu al Teatre Nuovo de Milà com Alfredo a La traviata de Verdi el 1954, després com Paolino a Il matrimonio segreto de Cimarosa. El seu debut a la Scala es va produir l'any 1956 com el comte Almaviva a El barber de Sevilla de Rossini, paper pel qual es va fer més conegut i admirat. Posteriorment va cantar amb la majoria dels principals festivals i companyies d'òpera dels EUA i Europa. A Glyndebourne va debutar com Nemorino a L'elisir d'amore de Donizetti. El 1962, Alva va debutar amb la Philadelphia Lyric Opera Company com el comte Almaviva i el 1964 va fer la seva primera aparició al Metropolitan Opera com Fenton a Falstaff de Verdi. Va continuar cantant en 101 actuacions més al Met entre 1964 i 1975.
Alva tenia una veu de tenor lírica lleugera i era conegut per la claredat de la seva dicció i el seu fraseig elegant, una qualitat que George Jellinek va descriure com a compensació d'una veu "pobre" a l'enregistrament en directe de Così fan tutte de La Scala de 1956. Poques vegades s'aventurava més enllà del seu repertori favorit, que incloïa Mozart, Rossini i Donizetti i al qual (segons Harold Rosenthal) el seu "estil elegant i refinat" era especialment adequat. L'any 1980 va fundar l'Associació Prolírica del Perú a Lima i en va ser director artístic durant diversos anys. Es va retirar dels escenaris l'any 1989, però patrocina el Premi Luigi Alva per a joves cantants, imparteix classes magistrals i fa de jurat en concursos de cant. Alva també ensenya cant a La Scuola di Canto (Acadèmia de la veu) de La Scala de Milà. Entre els seus alumnes hi havia el tenor belga Marc Laho.
L'any 2005, el servei postal peruà va emetre un segell en el seu honor i l'any 2012 va rebre la medalla de la Personalitat Meritòria de la Cultura del Ministeri de Cultura del Perú.

## Papers realitzats
Els papers d'Alva inclouen els següents. Llevat que s'indiqui el contrari, tots els papers es van interpretar a l'escenari.
Rossini:
- Il Conte d'Almaviva a El barber de Sevilla[3]
- Don Ramiro a La Cenerentola
- Lindoro in L'italiana in Algeri[3]

Mozart:
- Don Ottavio a Don Giovanni[3]
- Ferrando a Così fan tutte
- Alessandro a Il re pastore (enregistrament, 1967)[4]
- Tamino a La flauta màgica[3]

Haydn:
- Lindoro a La fedeltà premiata (enregistrament, 1976)[5]
- Ecclittic a Il mondo della luna
- Gernando a L'isola disabitata (enregistrament, 1977)[5]
- Sempronio a Lo speziale[6]

Cimarosa:
- Paolino a Il matrimonio segreto[2]/
- Filandro a Le astuzie femminili

Leoncavallo:
- Beppe a Pagliacci[2]

Puccini:
- Venditore di canzonette a Il tabarro (enregistrament, 1954)[7]

Verdi:
- Alfredo a La traviata[3]
- Fenton a Falstaff[3]

Schubert:
- Alfonso a Alfonso und Estrella (enregistrament, 1956)[5]

Donizetti:
- Nemorino a L'elisir d'amore[3]

Händel:
- Oronte a Alcina (enregistrament, 1962)[5]
- Serse a Serse

Gounod:
- Siébel a Faust

Scarlatti:
- Roberto a Griselda (enregistrament, 1970)[5]

## Filmografia
- Falstaff (1956), Fenton
- Così fan tutte (1970), Ferrando[8]
- El barber de Sevilla (1972), comte Almaviva[8]
- Don Pasquale (1972), Ernesto[8]
- Lo speziale (1982), Sempronio[6]

## Discografia seleccionada
Òpera
- Verdi: Falstaff – (com Fenton) Philharmonia Orchestra and Chorus dirigida per Herbert von Karajan, EMI, 1956[9]
- Rossini: Il barbiere di Siviglia – (com el comte Almaviva) Orquestra i cor de la Filharmònica dirigida per Alceo Galliera, EMI, 1957[9]
- Mozart: Don Giovanni – (com Don Ottavio) Orquestra i cor de la Filharmònica dirigits per Carlo Maria Giulini, EMI, 1959[9]
- Mozart: Così fan tutte - (com Ferrando), John Alldis Choir and New Philharmonia Orchestra dirigida per Otto Klemperer, EMI, 1971

Recital
- Ay-Ay-Ay: cançons espanyoles i llatinoamericanes de Lara, Freire, Ponce, Sandoval, Padilla, Serrano, Álvarez i Lacalle. Nova Orquestra Simfònica de Londres dirigida per Iller Pattacini. Decca, 1963